# BMCE Bank
Bank of Africa — третий крупнейший банк Марокко. Присутствует в 32 странах, через сеть из 1868 отделений обслуживает 6,6 млн клиентов.
Основан в 1959 году правительством Марокко под названием Banque Marocaine du Commerce Exterieur (Марокканский внешнеторговый банк). В 1972 году первым из марокканских банков открыл зарубежное отделение (в Париже). С 1975 года его акции котируются на Касабланкской фондовой бирже. В 1995 году был приватизирован, основным акционером стала финансово-промышленная группа FinanceCom; из внешнеторгового банк стал универсальным. В 2000 году были открыты представительства в Лондоне и Пекине. В 2008 году было куплено 35 % акций Bank of Africa Group, в 2015 году доля увеличена до 75 % и название банка изменено на BMCE Bank of Africa. В 2020 году название сокращено до Bank of Africa (Банк Африки).
Помимо Марокко работает в ряде стран Африки: Мали (с 1983 года, 103 отделения), Бенин (1990 год, 50 отделений), Нигер (1994 год, 30 отделений), Кот-д’Ивуар (1996 год, 40 отделений), Кения (2004 год, 29 отделений), Бурунди (2008 год, 23 отделения), Демократическая Республика Конго (2010 год, 16 отделений), Того (2013 год, 14 отделений), Мадагаскар (1999 год, 93 отделения), Гана (2011 год, 26 отделений), Сенегал (2001 год, 59 отделений), Уганда (2006 год, 35 отделений), Танзания (2007 год, 20 отделений), Буркина-Фасо (1997 год, 52 отделения), Руанда (2015 год, 14 отделений), Джибути (2010 год, 10 отделений), Эфиопия (2014 год, представительство), Тунис (2006 год). Филиалы имеются в Мадриде, Лондоне и Шанхае.
С 1995 года банк возглавляет Отман Бенджелун (род. в 1932 году), также возглавляет группу FinanceCom и входящих в неё крупнейшую в Марокко страховую компанию Royale Marocaine d’Assurance (RMA) и второго крупнейшего оператора связи Medi Telecom Orange. С 1981 года советник вашингтонского Центра стратегических международных исследований Генри Киссинджера (с 2013 года почётный попечитель).